# Goede tijden, slechte tijden (seizoen 32)
Het tweeëndertigste seizoen van Goede tijden, slechte tijden startte op 30 augustus 2021. De uitzendingen waren wederom van maandag t/m donderdag te zien op RTL 4. 

## Rolverdeling

### Aanvang
Het tweeëndertigste seizoen telt 180 afleveringen (aflevering 6436-6615).
| Acteur                | Personage          | Afleveringen          |
| --------------------- | ------------------ | --------------------- |
| Jette van der Meij    | Laura Selmhorst    | Hele seizoen          |
| Caroline de Bruijn    | Janine Elschot     | Hele seizoen          |
| Erik de Vogel         | Ludo Sanders       | Hele seizoen          |
| Everon Jackson Hooi   | Bing Mauricius     | 6439–6476 • 6497–6615 |
| Marly van der Velden  | Nina Sanders       | 6516–6615             |
| Joep Sertons          | Anton Bouwhuis     | 6436–6495             |
| Babette van Veen      | Linda Dekker       | 6436–6495 • 6612–6615 |
| Ferri Somogyi         | Rik de Jong        | Hele seizoen          |
| Dorian Bindels        | Daan Stern         | Hele seizoen          |
| Stephanie van Eer     | JoJo Abrams        | 6436–6458             |
| Bertrie Wierenga      | Shanti de Jong     | Hele seizoen          |
| Cas Jansen            | Julian Verduyn     | 6436–6583             |
| Tamara Brinkman       | Saskia Verduyn     | Hele seizoen          |
| Sophie Bouquet        | Merel Verduyn      | Hele seizoen          |
| Tommy van Lent        | Steef Verduyn      | Hele seizoen          |
| Noa Zwan              | Demi Verduyn       | Hele seizoen          |
| Johnny Kraaijkamp jr. | Henk Visser        | Hele seizoen          |
| Edwin Jonker          | Richard van Nooten | 6436–6543             |
| Hamza Othman          | Ilyas El Amrani    | 6436–6458             |
| Hassan Slaby          | Marwan El Amrani   | Hele seizoen          |
| Lone van Roosendaal   | Billy de Palma     | 6467–6545             |

### Nieuwe rollen
De rollen die in de loop van het seizoen werden ge(re)ïntroduceerd als belangrijke personages
| Acteur         | Personage       | Afleveringen |
| -------------- | --------------- | ------------ |
| Noël van Kleef | Lynn Vegter     | 6550–6615    |
| Bas Muijs      | Stefano Sanders | 6610–6615    |
| Kees Boot      | Luuk Bos        | 6612–6615    |

### Bijrollen
| Acteur                          | Personage                    | Afleveringen          |
| ------------------------------- | ---------------------------- | --------------------- |
| Kiefer Zwart                    | Roman van Loon               | 6436–6554             |
| Luca Savazzi                    | Leon Rinaldi                 | 6436 • 6447 • 6465    |
| Shaneequa Thelissen             | Larissa Geerling             | 6436–6445             |
| Michael de Roos                 | Alex de Boer                 | Hele seizoen          |
| Verschillende kinderen          | Tom Verduyn                  | Hele seizoen          |
| Verschillende kinderen          | Louise Stern                 | Hele seizoen          |
| Bart Peereboom                  | Marcel Boeve                 | Hele seizoen          |
| Dennis Honhoff                  | Barry Lansink                | Hele seizoen          |
| Celia van den Boogert           | Lydia Edel                   | 6436–6487             |
| Hakim Traïdia                   | Sami El Amrani               | 6437–6458             |
| Jennifer Evenhuis               | Mevrouw Beerepoot            | 6437                  |
| Jeske van de Staak              | Nanda Roemers                | 6438                  |
| Niobe Ayaji                     | Fleur                        | 6438                  |
| Yfke Wegman                     | Femke                        | 6438 • 6505           |
| Iris van Kerkhof                | Bibi                         | 6438                  |
| Bahareh Borzue                  | Dorien Rinaldi               | 6439-6466             |
| Jonathan Huisman                | Dries Beusekom               | 6442                  |
| Robbie Wallin                   | Kenzo Roemers                | 6446-6447             |
| Nieck Arendsen                  | Dylan Roemers                | 6446-6447             |
| Heleen van Royen                | Patty Schoenmakers           | 6447-6449             |
| Martijn Fischer                 | Pieter Nieuwenhuis           | 6450–6535             |
| Jennifer Welts                  | Noortje Nieuwenhuis          | 6454–6536             |
| Verschillende kinderen          | Nola Sanders                 | 6455–6615             |
| Verschillende kinderen          | Manu Mauricius               | 6455–6615             |
| Verschillende kinderen          | Max Mauricius                | 6455–6615             |
| Daan Weterings                  | Coen van der Sluijs          | 6455                  |
| Jente Jong                      | Irene van Herpen             | 6455                  |
| Franc Veeger                    | Inspecteur Groen             | 6456-6492             |
| Romy Monteiro                   | Indra Kalkhoven              | 6456-6457 • 6489      |
| Frank de Bruyn                  | Mannetje Ludo                | 6458                  |
| Fayliene van Dongen             | Kleindochter Nieuwenhuis     | 6458-6459             |
| Davy Gomez                      | Boris                        | 6477-6486             |
| Venna van den Bosch             | Sophie                       | 6481-6483             |
| Susanne Hameleers               | Seksuoloog Mirjam            | 6482                  |
| Melise de Winter                | Dokter Wesseling             | 6484                  |
| Sylvia Alberts                  | Francisca Nieuwenhuis        | 6484–6487 • 6535–6536 |
| Nikki Kuis                      | Jonge Wilma Vening           | 6487                  |
| Bartho Braat                    | Jef Alberts                  | 6490–6494             |
| Jada Borsato                    | Abby Rose van der Vorst      | 6495–6570             |
| Bart Leenders                   | Jacques Molenhoek            | 6496                  |
| Vivian Liebregts                | Liona                        | 6496-6497             |
| Danielle Koppers                | Gezelschapsdame van Daan     | 6496                  |
| Safaa Mohamed                   | Josien Vink                  | 6497–6514             |
| Chava voor in 't Holt           | Mare Berenschot              | 6499–6615             |
| Nunzio Caponio                  | Antonio Ruzza                | 6500–6515             |
| Sjoerd Oomen                    | Stylist Jimmy                | 6504                  |
| Wouter Braaf                    | Jesper Lisman                | 6504                  |
| Ilias Addab                     | Elvan Yildirim               | 6507 • 6510 • 6550    |
| Shane Redondo                   | Michael Doornbos             | 6512 • 6542-6544      |
| Zoé van Weert                   | Evi Stuurman                 | 6514–6562             |
| Valeria Zazzaretta              | Detective Costa              | 6515–6516             |
| Charly Luske                    | Lars Berenschot              | 6517–6610             |
| Lieke-Rosa Altink               | Advocaat                     | 6518–6519             |
| Dennis Letnom                   | Producer                     | 6519                  |
| Jurriën Remkes                  | Wadloopgids                  | 6520                  |
| Gijs Nollen                     | Chris                        | 6524–6531             |
| Dzifa Kusenuh                   | Robin Bommetje               | 6525–6580             |
| Nando Liebregts                 | Pim                          | 6525–6615             |
| Mik Geerligs                    | Bram Nieuwenhuis             | 6535                  |
| Meryea                          | Barbara Nieuwenhuis          | 6535                  |
| Carola Arons                    | Kassadief De Koning          | 6537                  |
| Saskia Egtberts                 | Journalist                   | 6539                  |
| Angelique de Bruijne            | Sanne Elbertse               | 6544                  |
| Antoin Peeters                  | Zichzelf/Nieuwslezer         | 6545                  |
| Geoffrey Alkemade               | Knappe man                   | 6548                  |
| Lieke Pijnappels                | Christy Vos                  | 6551-6562             |
| Jetty Mathurin                  | Betsy Verbruggen             | 6563-6574             |
| Leilani Brunekreeft             | Kiki Linnebank               | 6567                  |
| Terence Munzemba                | Fan Steef                    | 6567                  |
| Dirk van der Pol                | Rudolph Schimmelpenninck     | 6571                  |
| Pamela Teves                    | Agaath van Dijnselburg       | 6575–6611             |
| Helen Dalessi                   | Ank                          | 6579–6584             |
| Stephanie Ocampo Cuervo         | Lot                          | 6583                  |
| Wouter Zweers                   | Julian Verduyn               | 6584–6615             |
| Luisa Ofelia Montero de la Rosa | Oriana Rosati                | 6585–6615             |
| Nanette Dražić                  | Phillipa Bremers             | 6587–6615             |
| Edo Douma                       | Berend van Dijnselburg       | 6594-6595             |
| Stephanie Louwrier              | Ellis Boekhorst              | 6594                  |
| Simon Zwiers                    | Rattenverdelger              | 6601                  |
| Ewout Eggink                    | Klaas Bootsma (duivenhouder) | 6602–6603             |